# Курляндская улица
Курля́ндская у́лица — улица в Адмиралтейском районе Санкт-Петербурга. Проходит от Дровяной улицы до улицы Степана Разина.
Названа по существовавшей в Российской империи Курляндской губернии.

## История и достопримечательности
Заложена как Загородный проспект в 1798 году, восточная часть улицы появилась в 1804 году под названием Болотная. В конце 1820-х годов улицы были объединены под именем Песочная, под которым улица просуществовала до 14 июля 1859 года, когда получила своё нынешнее название.
| Номер дома                      | Описание | Автор                                                                                           | Срок       | Иллюстрация |
| ------------------------------- | --- | ----------------------------------------------------------------------------------------------- | ---------- | ----------- |
| 1                               | Жилой дом Экспедиции заготовления государственных бумаг — Центр испытаний и сертификации «ТЕСТ-Санкт-Петербург»                                           | Г. Г. фон Голи                                                                                  | 1914-1915  |             |
| 2                               | Автомобильно-дорожный факультет СПбГАСУ |                                                                                                 |            |             |
| 9 / Дерптский переулок, дом 14  | доходный дом. Надстроен. | арх. П. И. Гилёв                                                                                | 1913       |             |
| 11 / Дерптский переулок, дом 15 | доходный дом | арх. Д. А. Крыжановский                                                                         | 1904—1905  |             |
| 27                              | Военная часть Росгвардии 6899 ( Ранее по адресу находился доходный дом                                                                                    | арх. Петров А.Г.                                                                                | 1902       |             |
| 28, 30                          | Невский ликёро-водочный завод (до этого Комбинат пищевых продуктов, дрожжевой завод)                                                                      |                                                                                                 |            |             |
| 33 / Старо-Петергофский пр., 19 | Доходный дом купца Пономарёва — Школа-коммуна имени Достоевского, мемориальная доска                                                                      | Арх.: Наранович П. П., Бальди К. В.                                                             | 1880, 1903 |             |
| 39                              | Петровский колледж. Ранее Судомеханческий колледж / Ленинградский судомеханический техникум. Первоначально располагались склады русских паровых маслобоен | Арх. первоначального здания Стуккей В. Е. Здание было уничтожено во время войны и восстановлено | 1897, 1947 |             |
| 42, 44                          | Фабрика «Веретено» |                                                                                                 |            |             |
| 46—50                           | Рыбообрабатывающий комбинат № 3, кондитерская фабрика |                                                                                                 |            |             |

Дом 49 / ул. Степана Разина, 6Г — архитектор Э. Юргенсон, проект утверждён в 1875 году. В XVIII веке работали английские пивоварни. Затем Калинкинское пивомёдоваренное товарищество (пиво, мёд, морсы, лимонады).

### Зелёные насаждения
- бульвар улицы Циолковского